# 婆羅尾峠
婆羅尾峠（ばらおとうげ）は、徳島県徳島市八多町と勝浦郡勝浦町三渓の境界にある峠。標高約530m。

## 地理
中津峰山の山頂から北西約1.2kmに広がる平地を婆羅尾といい、徳島市の八多五滝と勝浦町中山地区を結ぶ峠道があった。昔からカヤを刈ったり、炭焼をする人がよく入山したが、第二次世界大戦後は引揚者が入植して農業をしたこともあった。また古くから一軒家があり、地形図にも記載されていたが、昭和半ばに里に下りたという。
峠名は、いばらの大井尾根の意味によるか（ふるさと阿波の山々）。昭和58年、徳島市立森林公園（現中津峰森林公園）が、婆羅尾から中津峰山頂にかけて建設され、展望台や遊歩道、キャンプ場などが完成。また昭和60年8月には、中山から峠を通り徳島市多家良町と結ぶ、林道婆羅尾線が開通。
昭和50年頃までススキの名所として知られ、静かなハイキングや月見を楽しむことができた婆羅尾もここ数年で姿を一変した。四国のみち、自然をたずねるみちコースが杖立権現越・婆羅尾峠・五滝・犬飼と通じたが、利用者は少ない。